# نوردزهل
نوردزهل (به آلمانی: Nordsehl) یک شهر در آلمان است که در شاومبورگ واقع شده‌است. نوردزهل ۸۲۴ نفر جمعیت دارد.